# Piskorzyna (gromada)
Piskorzyna – dawna gromada, czyli najmniejsza jednostka podziału terytorialnego Polskiej Rzeczypospolitej Ludowej w latach 1954–1972.
Gromady, z gromadzkimi radami narodowymi (GRN) jako organami władzy najniższego stopnia na wsi, funkcjonowały od reformy reorganizującej administrację wiejską przeprowadzonej jesienią 1954 do momentu ich zniesienia z dniem 1 stycznia 1973, tym samym wypierając organizację gminną w latach 1954–1972.
Gromadę Piskorzyna z siedzibą GRN w Piskorzynie utworzono – jako jedną z 8759 gromad na obszarze Polski – w powiecie wołowskim w woj. wrocławskim, na mocy uchwały nr 31/54 WRN we Wrocławiu z dnia 2 października 1954. W skład jednostki weszły obszary dotychczasowych gromad Piskorzyna i Grzeszyn (bez prszysiółka Kleszczowice), ponadto przysiółki Wrzeszów, Wrzeszówek i Rogów Wołowski z dotychczasowej gromady Węgrzce oraz przysiółek Rogówek z dotychczasowej gromady Wińsko – ze zniesionej gminy Wińsko w tymże powiecie. Dla gromady ustalono 12 członków gromadzkiej rady narodowej.
1 stycznia 1960 gromadę zniesiono, a jej obszar włączono do gromady Wińsko w tymże powiecie.